# 珙県
珙県（きょう-けん）は中華人民共和国四川省に位置する省直轄の県であり、しばらくの間、宜賓市の代理管轄下に置かれている。

## 行政区画
- 鎮:珙泉鎮、巡場鎮、孝児鎮、底洞鎮、上羅鎮、洛表鎮、洛亥鎮、王家鎮
- 郷:沐灘郷、曹営郷
- 民族郷:玉和ミャオ族郷、羅渡ミャオ族郷、観斗ミャオ族郷

## 交通
省道
- 309省道

県道
- 023号県道
- Q16号県道

## 健康・医療・衛生
- 珙県人民医院
- 珙県中医院
- 宜賓市鉱山急救医院
- 宜賓市鉱山急救医院塘壩分院